# Račová
Račová je potok na horní Oravě, na území okresu Dolný Kubín. Je to pravostranný přítok Oravy, měří 5,7 km a je tokem IV. řádu. Na soutoku Oravy s Račovou leží Oravský Podzámok.

## Pramen
Pramení v Oravské Maguře, v podcelku Budín, na severozápadním svahu Javorové (1 076 m n. m.) v nadmořské výšce cca 900 m n. m..

## Popis toku
Od pramene teče jihozápadním směrem, výrazně esovitě se stáčí a z pravé strany přibírá přítok z jižního svahu Poľany (898,9 m n. m.). Pak vstupuje do Oravské vrchoviny, zleva přibírá přítok ze západního svahu Javorové a z téže strany také krátký přítok zpod Bobkova. Následně přijímá významný pravostranný přítok z východního svahu Príslopu (1 032,1 m n. m.). Dále vytváří oblouk ohnutý na západ, z pravé strany přibírá svůj nejdelší přítok (583,1 m n. m.; 2,4 km) pramenící východně od kóty 1 159,6 m, vzápětí z téže strany krátký přítok pramenící východně od kóty 830,8 mě pokračuje jihojihovýchodním směrem. Na dolním toku přibírá postupně několik přítoků: levostranný zpod Uhliska, pravostranný zpod kóty 759,2 m, opět levostranný ze severozápadního svahu Drviska (733,2 m n. m.) a nakonec krátký pravostranný přítok zpod kóty 759,2 m. Pak protéká obcí Oravský Podzámok, podtéká bradlo Oravského hradu na levém břehu a v blízkosti centra obce ústí v nadmořské výšce 502 m n. m. do Oravy.
Potok provází státní silnici I/78 ze sedla Príslop (807,7 m n. m.) do Oravského Podzámku a na dolním toku křižuje silnici I/59.

## Jiné názvy
- Racová
- horní tok: Dolu Bučinami